# Diocesi di Castra di Galba
La diocesi di Castra di Galba (in latino: Dioecesis Castrensis Galbae) è una sede soppressa e sede titolare della Chiesa cattolica.

## Storia
Castra di Galba, forse identificabile con Kasr-Galaba nell'odierna Algeria, è un'antica sede episcopale della provincia romana di Numidia.
Unico vescovo noto di Castra di Galba è Lucio, che prese parte al concilio di Cartagine convocato il 1º settembre 256 da san Cipriano per discutere della questione relativa alla validità del battesimo amministrato dagli eretici, e figura al 7º posto nelle Sententiae episcoporum.
Dal 1933 Castra di Galba è annoverata tra le sedi vescovili titolari della Chiesa cattolica; dal 13 luglio 2024 il vescovo titolare è Joseph Soosainathan, vescovo ausiliare di Bangalore.

## Cronotassi

### Vescovi
- Lucio † (menzionato nel 256)

### Vescovi titolari
- Paul-Sanson-Jean-Marie Robert † (18 agosto 1966 - 4 marzo 1994 deceduto)
- László Bíró (18 aprile 1994 - 20 novembre 2008 nominato ordinario militare in Ungheria)
- Svjatoslav Ševčuk (14 gennaio 2009 - 25 marzo 2011 confermato arcivescovo maggiore di Kiev-Halyč degli Ucraini)
- Edgar Aristizábal Quintero (4 maggio 2011 - 4 maggio 2017 nominato vescovo di Yopal)
- Josef Nuzík (5 luglio 2017 - 9 febbraio 2024 nominato arcivescovo di Olomouc)
- Joseph Soosainathan, dal 13 luglio 2024